# Forcipomyia longispina
Forcipomyia longispina är en tvåvingeart som beskrevs av Saunders 1956. Forcipomyia longispina ingår i släktet Forcipomyia och familjen svidknott. Inga underarter finns listade i Catalogue of Life.